# تشارلز ألبرت وودز
تشارلز ألبرت وودز (بالإنجليزية: Charles Albert Woods)‏ هو محامي وقاضي أمريكي، ولد في 31 يوليو 1852، وتوفي في 21 يونيو 1925 في فلورنس في الولايات المتحدة.